# Lappsjön (Degerfors socken, Västerbotten)
Lappsjön är en sjö i Skellefteå kommun och Vindelns kommun i Västerbotten och ingår i Sävaråns huvudavrinningsområde. Sjön har en area på 1,22 kvadratkilometer och ligger 241 meter över havet. Sjön avvattnas av vattendraget Sävarån (Lossmenån).

## Delavrinningsområde
Lappsjön ingår i det delavrinningsområde (715859-169790) som SMHI kallar för Utloppet av Lappsjön. Medelhöjden är 248 meter över havet och ytan är 6,21 kvadratkilometer. Räknas de 42 avrinningsområdena uppströms in blir den ackumulerade arean 266,62 kvadratkilometer. Avrinningsområdets utflöde Sävarån (Lossmenån) mynnar i havet. Avrinningsområdet består mestadels av skog (57 procent) och sankmarker (14 procent). Avrinningsområdet har 1,22 kvadratkilometer vattenytor vilket ger det en sjöprocent på 19,6 procent.